# Delaware (onderneming)
Delaware (voorheen Delaware Computing en Delaware Consulting) is een Belgisch IT- en businessconsultingbedrijf dat actief is in 20 landen wereldwijd met 39 regiokantoren. Anno 2025 heeft het bedrijf meer dan 5.000 werknemers.

## Geschiedenis
In de jaren 1980 maakte het bedrijf Delaware Computing deel uit van Bekaert en IBM. Later werd het eigendom van onder andere Arthur Andersen en Deloitte. Delaware had toen kantoren in Antwerpen, Nederland en in de Verenigde Staten.
In 2003 volgde een management buy-out van Deloitte, terwijl Andersen als bedrijf implodeerde na het Enron-schandaal. Delaware Consulting werd vervolgens als een onafhankelijk partnerschap opgericht door Luc Van Aelbroeck, Jan Delaere en Peter Oyserman. Besloten werd om leiderschapsrollen als Managing Partner en Voorzitter van de Raad van Bestuur te beperken tot vijf jaar, met de mogelijkheid van een verlenging met een jaar. Op deze manier wilde het bedrijf de duurzaamheid en de wendbaarheid van het bedrijf beter waarborgen.
Vanaf 2005 richtte Delaware Consulting zich in eerste instantie op de verdere ontwikkeling van activiteiten in België, maar later werden de activiteiten uitgebreid naar andere landen middels het openen van kantoren in onder andere China, de Verenigde Staten, Frankrijk en Nederland. Het personeelsbestand bedroeg in 2016 circa 1.000 werknemers in 11 landen.
In 2017 veranderde het bedrijf zijn naam en merk in delaware. Hiermee wilde het bedrijf duidelijker laten zien dat het productenaanbod breder was dan alleen consulting.
In 2020 vond de fusie plaats met Dr. Lauterbach & Partner GmbH, een Duitse dienstverlener in de druk- en verpakkingsindustrie. Delaware kreeg een minderheidsbelang in het Duitse bedrijf, terwijl Lauterbach aandelen verwierf in delaware.
In 2022 is Jan De Bock benoemd tot Managing Director van delaware Belux. De Bock volgt rol Luc Van Aelbroeck (2003-2008), Jan Delaere (2009-2015) en Patrick Andersen (2016-2021) op. 
In mei 2024 verhuisde delaware zijn hoofdkantoor naar een nieuw duurzaam gebouw in the Loop in Gent. Het gebouw werd ontwikkeld met aandacht voor energie-efficiëntie en welzijn van werknemers. In 2025 opende delaware ook een nieuwe vestiging in Fribourg, Zwitserland. Daarmee is het bedrijf nu actief in 20 landen wereldwijd.

## Diensten en activiteiten
Delaware ondersteunt organisaties bij hun digitale transformatie via management consulting, ERP- en CRM-implementatie, databeheer en innovatieve technologieën. Het richt zich vooral op middelgrote en grote bedrijven in sectoren zoals maakindustrie, retail, voeding, logistiek en utilities.

#### ERP- en CRM-systemen
- SAP: implementatie van SAP S/4HANA, Analytics, Ariba, Customer Experience (CX) en toepassingen met machine learning en blockchain via co‑innovatieprogramma’s.[14] Daarnaast is delaware erkend als SAP Platinum Partner, de hoogste resellerpartnerstatus die SAP toekent.[15]
- Microsoft: al meer dan 17 jaar partner; implementeert Dynamics 365, Power Platform, Azure en Copilot (generatieve AI). In november 2024 werd het partnership verlengd met een nieuwe driejarige overeenkomst, gericht op cloudmigratie en Copilot-uitrol, met het trainen van 5.000 consultants.[16]
- Salesforce: ondersteunt CRM- en marketingautomatiseringsimplementaties via dit platform.[14]

Het bedrijf is actief in een aantal domeinen:
- IT
- Operations
- Finance[17]
- Sales & Marketing
- People

Met gespecialiseerde accelerators en microservices ondersteunt delaware onder meer project- en productiebedrijven, inclusief IoT‑voorspellend onderhoud en augmented reality. Daarnaast richt het zich ook op innovatieve technologieën zoals kunstmatige intelligentie (AI), bijvoorbeeld in samenwerking met Robovision.